# Astragalus pseudovinus
Astragalus pseudovinus är en ärtväxtart som beskrevs av Maassoumi och Dieter Podlech. Astragalus pseudovinus ingår i släktet vedlar, och familjen ärtväxter. Inga underarter finns listade i Catalogue of Life.